# Глікін Геннадій Михайлович
Глікін Геннадій Михайлович (1927—2003) — український тележурналіст, колишній директор Донецького державного телебачення, начальник Донецького обласного управління культури, головний режисер Донецького державного цирку, один з творців і натхненників популярного свого часу «Блакитного вогника» на телебаченні, член Спілки журналістів СРСР, майстер спорту СРСР, заслужений працівник культури України, академік Академії циркового мистецтва.